# Kiczory (Petite-Pologne)
Pour les articles homonymes, voir Kiczory.
Kiczory est une localité polonaise de la gmina de Lipnica Wielka, située dans le powiat de Nowy Targ en voïvodie de Petite-Pologne.